# Salvinorin B metoximetil éter
El salvinorin B metoximetil éter (2-O-metoximetilsalvinorina B) es una sustancia semisintética análoga del producto natural salvinorina, utilizado en la investigación científica. Tiene una duración de acción más prolongada de alrededor de 2 a 3 horas, en comparación con menos de 30 minutos para la salvinorina A, y tiene una mayor afinidad y potencia en el receptor κ-opioide. Se sintetiza a partir de la salvinorina, a través de la salvinorina A mediante acetilación. Su estructura cristalina revela que el metoxilo se superpone con el acetilo de la salvinorina A, pero con una orientación diferente.
El éter metoximetílico de salvinorina B tiene un Ki de 0,60 nM en el receptor opioide κ, y es aproximadamente cinco veces más potente que la salvinorina A en estudios con animales, aunque todavía es solo la mitad de potente que su éter etoximetílico de salvinorina B, un homólogo más fuerte (conocido  en jerga como simetría).